# فرهنگ در قرقیزستان

گله اسب متحرک در قرقیزستان، ۲۰۱۹

فرهنگ در قرقیزستان ترکیبی گسترده از گروه‌های قومی مختلف و فرهنگ‌های متنوع دارد که اکثریت آن قرقیزها است. به‌طور کلی تصور می‌شود که ۴۰ قبیله قرقیز وجود دارد که نماد آن خورشید زرد ۴۰ پرتو در مرکز پرچم است. خطوط قرمز در داخل خورشید تاج یوز را تجسم می‌کند، مسکن سنتی کشاورزان عشایری، که زمانی جمعیت اصلی منطقه آسیای مرکزی بود. مذهب غالب قرقیزستان اسلام سنی است (۹۱٪). بافت روسی آن ارتدکس روسی هستند.

## زبان
قرقیزستان تنها جمهوری شوروی سابق در آسیای مرکزی است که دارای دو زبان رسمی روسی و قرقیزی می‌باشد. پس از اتحاد جماهیر شوروی در سال ۱۹۹۷ یک کمپین تهاجمی ایجاد شد که فقط زبان رسمی ملی قرقیزی در تمام مراکز تجاری و دولتی استفاده شود. اما زبان روسی هنوز به‌طور گسترده مورد استفاده قرار می‌گیرد، البته جمعیت غیر قرقیزی، که اکثر آنها قرقیز زبان نیستند، با قرقیزسازی اجباری مخالفند.
قرقیزستان دارای نرخ باسوادی بالا (۹۹٪) است و فرهنگ عمومی آن آموزش همه شهروندان است. با اینحال، برنامه جاه‌طلبانه قرقیزستان برای تغییر سیستم آموزشی شوروی به قرقیزی به دلیل منابع ناکافی با مشکل مواجه شده است. در این کشور حضور در مدرسه تا پایه نهم الزامی است. در واقع انتقال از روسی به قرقیزی به دلیل کمبود کتاب‌های درسی با مشکل مواجه شده است. باید دید که آیا روسی به عنوان دومین زبان منتخب ادامه خواهد یافت، یا اینکه زبان انگلیسی جایگزین آن خواهد شد.

## جمعیت‌شناسی
در سال ۱۹۹۲، جمعیت قرقیزستان ۵۳٪ قرقیز، ۲۲٪ روسی، ۱۴٫۵٪ ازبک، ۱٫۹٪ تاتار، ۰٫۹٪ اوکراین، جمعیت مسلمانان چینی معروف به دونگان (۱٪) و یک جامعه کوچک تخمین زده شد. از آلمانی‌ها. اویغورها از برخی اهمیت سیاسی بالقوه برخوردارند. تعداد این گروه فقط در حدود ۳۶۰۰۰ نفر در قرقیزستان بود، اما حدود ۱۸۵۰۰۰ نفر در قزاقستان همسایه زندگی می‌کردند. اویغورها همچنین اکثریت جمعیت منطقه خودمختار اویغور سین کیانگ چین هستند که جمعیت آن حدود ۲۴ میلیون نفر است که در شمال شرقی قرقیزستان واقع شده است.

## آثار ادبی

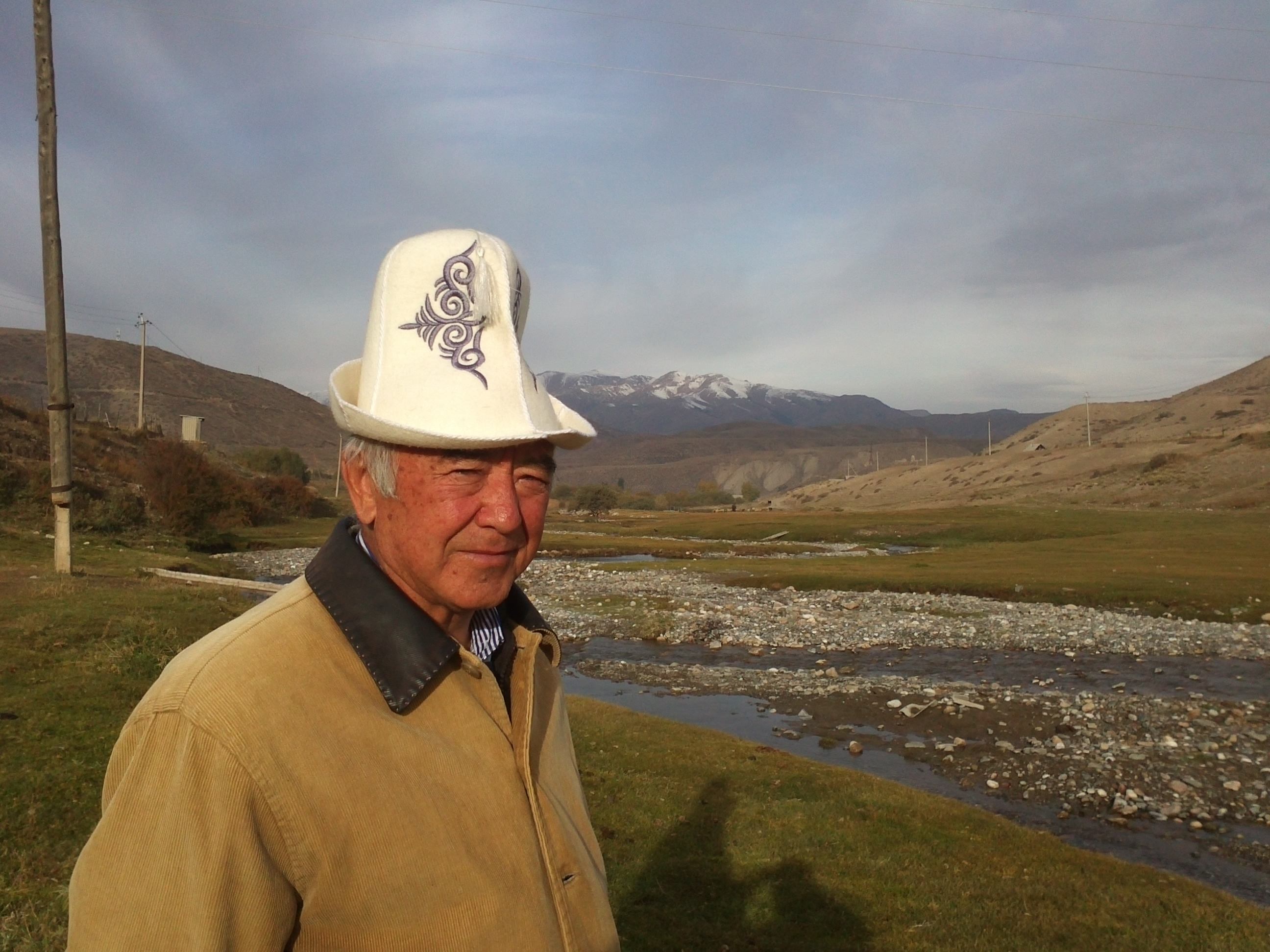
کنش جوسوپوف، نویسنده برجسته قرقیز، در روستای زادگاهش اچکی-باشی، ناحیه نارین، ۲۰۱۲.

ماناس یک شعر حماسی شفاهی است که توسط ماناشیس سروده شده است و همنام قهرمان حماسه است. این شعر با نزدیک به نیم میلیون بیت، بیست برابر طولانی‌تر از اودیسه هومر و یکی از طولانی‌ترین حماسه‌های جهان می‌باشد. این شعر اثری میهن‌پرستانه است که به بازگویی کارهای ماناس و فرزندان و پیروانش می‌پردازد که به‌صورتی حماسی طبق سنت آنها در قرن نهم برای حفظ استقلال قرقیزستان علیه چینی‌ها و کلیمی‌ها جنگیدند.
از چنگیز آیتماتوف به عنوان نویسنده ملی قرقیزستان یاد می‌شود. کنش جوسوپوف و کاسیمالی جانتوشف نیز از نویسندگان برجسته قرقیز هستند. رمانجانتوشف کانیبک به عنوان یکی از محبوب‌ترین رمان‌ها در قرقیزستان در نظر گرفته می‌شود.

## منسوجات

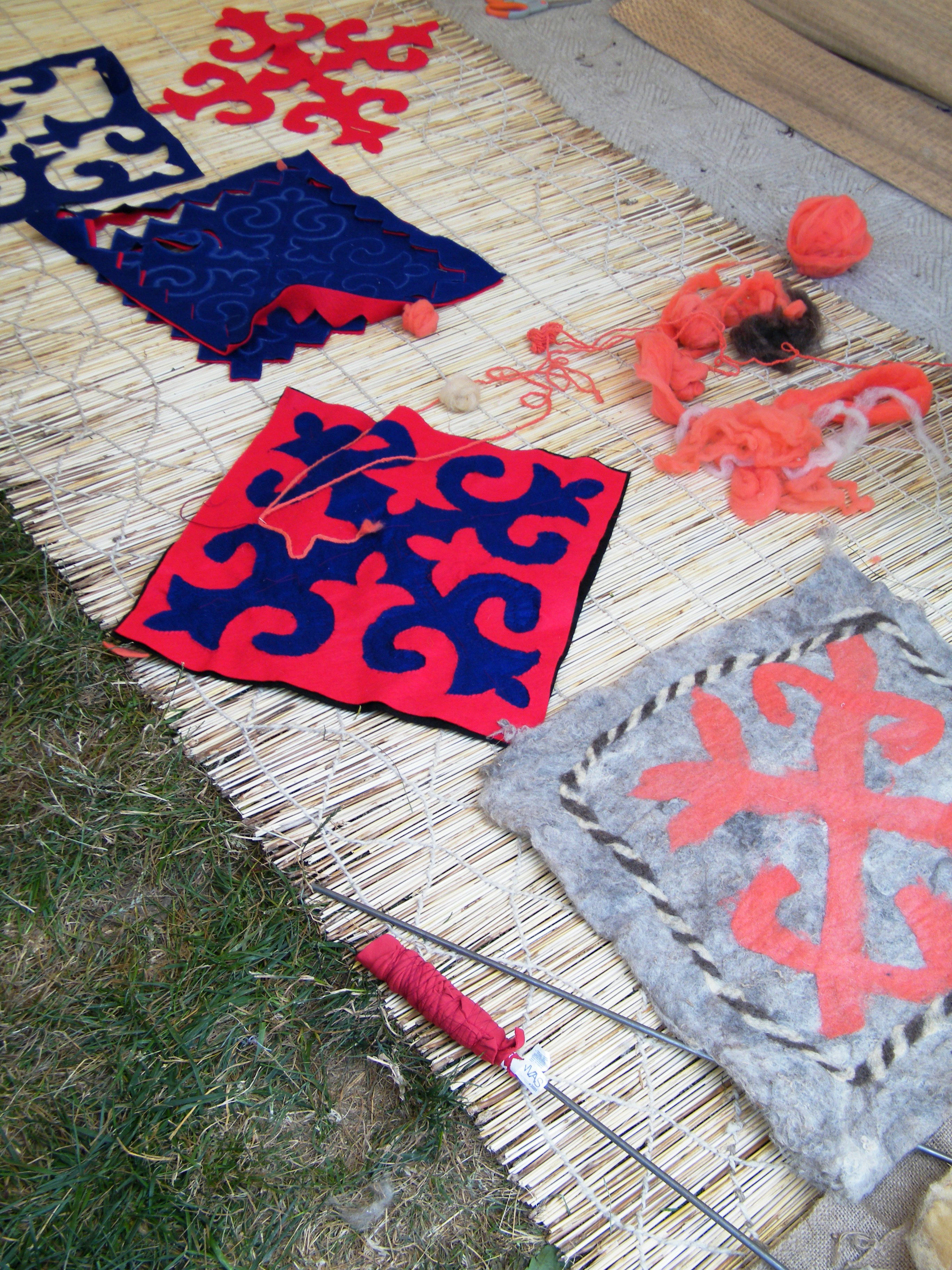
قالیچه‌های نمدی شیردک قرقیزی

فرش‌های نمدی با تولید سنتی یکی از هنرهای برجسته مردم قرقیزستان و بخشی جدایی‌ناپذیر از میراث فرهنگی آنهاست. زنان قرقیز که در اصل توسط قبایل کشاورز کوچ نشین برای استفاده به عنوان مصالح ساختمانی و تزئین خانه‌های متحرک خود، یورت ساخته می‌شدند، هنوز طیف وسیعی از منسوجات، عمدتاً از پشم گوسفندان محلی تولید می‌کنند. نقوش باستانی امروزه با بازار توریستی و صادراتی تطبیق داده شده است، اما همچنان یک سنت زنده است، به طوری که اکثر خانه‌ها دارای فرش‌های دستباف یا قالیچه‌های نمدی هستند که معروف‌ترین آنها سبک ساخت شیردک و آلا کییز است. کوسن‌های شیردک نمدی معمولاً به صورت جفت ساخته می‌شوند، این کوسن‌ها روی همه صندلی دیده می‌شوند و روی صندلی را می‌پوشانند. امروزه فرش‌های نمدی دست‌باف در دو استان نارین و ایسیک کول ساخته می‌شود.
دیوارپوش‌های بزرگ و با ظرافت گلدوزی شده، توش کییز نام دارد که به صورت سنتی در قرقیزستان و قزاقستان توسط زنان مسن برای بزرگداشت ازدواج پسران یا دختران ساخته می‌شود.
کالپاک‌ها کلاه ملی قرقیزستان هستند که تقریباً همیشه از نمد ساخته می‌شوند.
رنگ‌ها و طرح‌ها برای نماد سنت‌های قرقیزستان و زندگی روستایی انتخاب شده‌اند. گل‌ها، گیاهان، حیوانات، شاخ‌های سبک، طرح‌های ملی، و نشان‌های زندگی قرقیزستان اغلب در این گلدوزی‌های تزئین شده و رنگارنگ یافت می‌شود. گاهی طرح‌ها پس از اتمام کار توسط هنرمند تاریخ‌نویسی و امضا می‌شوند که ممکن است سال‌ها طول بکشد تا به پایان برسد. توش کییز در یورت، بالای تخت ازدواج زوجین آویزان می‌شود و نماد غرور آنها به سنت قرقیزستانی آنهاست.

## آشپزی
غذاهای قرقیزستان از بسیاری جهات شبیه غذاهای همسایگانش است. غذای سنتی قرقیزستان حول گوشت گوسفند و اسب و همچنین محصولات لبنی مختلف می‌چرخد. روش‌های پخت و پز و مواد اصلی به شدت تحت تأثیر شیوه زندگی عشایری کشور قرار گرفته است؛ بنابراین، اکثر تکنیک‌های پخت و پز برای نگهداری طولانی مدت غذا مفید هستند. گوشت گوسفند (بره) گوشت مورد علاقه است.
قرقیزستان محل زندگی بسیاری از ملیت‌های مختلف و غذاهای متنوع آنها است. در شهرهای بزرگ‌تر مانند بیشکک، اوش، جلال‌آباد و کاراکول، غذاهای مختلف ملی و بین‌المللی یافت می‌شود. در جاده‌ها و روستاها، غذاها معمولاً غذاهای استاندارد قرقیزستانی هستند که طعم آزادانه با روغن یا چربی گوسفند دارند که توسط مردم محلی هم خوشمزه و هم سالم تلقی می‌شوند.
پلو (پلو) غذای ملی در قرقیزستان است. چای سبز به عنوان نوشیدنی ملی در نظر گرفته می‌شود.

## سنت‌ها
سنت عروس ربایی غیرقانونی است، اما هنوز هم انجام می‌شود.